# Leslie Scarman, Baron Scarman
Leslie George Scarman, Baron Scarman OBE PC QC (* 29. Juli 1911 in Streatham; † 8. Dezember 2004) war ein britischer Jurist, der zuletzt als Lord of Appeal in Ordinary aufgrund des Appellate Jurisdiction Act 1876 als Life Peer auch Mitglied des House of Lords war. Als langjähriger Vorsitzender der Rechtskommission (Law Commission) von England und Wales hatte er in den 1960er und 1970er Jahren maßgeblichen Einfluss auf die Reform des englischen und walisischen Rechts.

## Leben

### Rechtsanwalt und Offizier im Zweiten Weltkrieg
Scarman, der in Sussex und Surrey aufwuchs, absolvierte mit finanzieller Unterstützung durch ein Stipendium ein Studium im Fach Klassische Altertumswissenschaft am Radley College sowie am Brasenose College der University of Oxford, das er 1932 mit Auszeichnung abschloss. Danach studierte er Rechtswissenschaften und erhielt 1936 seine anwaltliche Zulassung, woraufhin er eine Tätigkeit als Barrister aufnahm.
Während des Zweiten Weltkrieges leistete Scarman seinen Militärdienst als Stabsoffizier der Royal Air Force (RAF) und fand Verwendungen in England, Nordafrika sowie zuletzt in Deutschland, wo er im Mai 1945 zum Stab von General Arthur Tedder bei der bedingungslosen Kapitulation der Wehrmacht in Berlin-Karlshorst gehörte. Für seine Verdienste wurde ihm 1944 das Offizierskreuz des Order of the British Empire verliehen.
Nach Kriegsende trat Scarman als Barrister in die renommierte Londoner Anwaltskanzlei Fountain Court Chambers ein und spezialisierte sich dabei insbesondere auf Handels- und Wirtschaftsrecht. Für seine anwaltlichen Verdienste wurde er 1957 zum Kronanwalt (Queen’s Counsel) ernannt. Zu seinen anwaltlichen Mitarbeitern gehörte Anfang der 1960er auch Thomas Henry Bingham, der später unter anderem Master of the Rolls und Lord Chief Justice of England and Wales wurde.

### Richter, Oberhausmitglied und Lordrichter

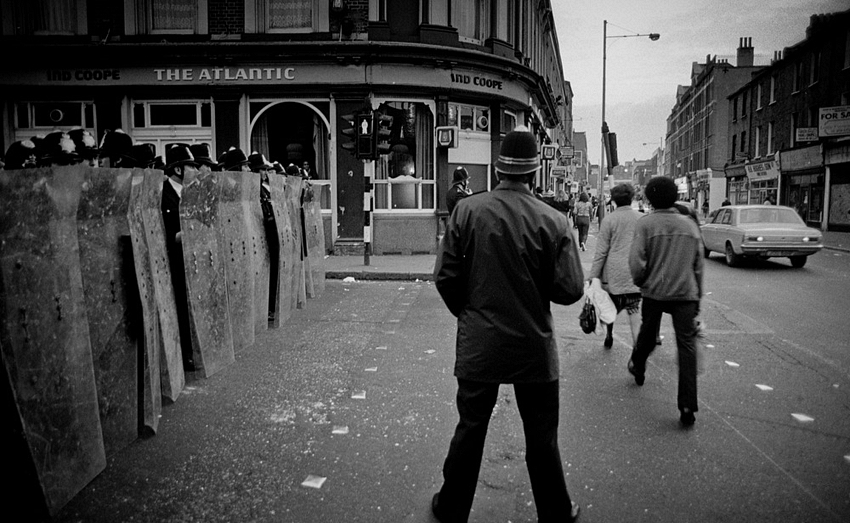
Bild der Rassenunruhen von Brixton vom 11. April 1981

1961 wurde Scarman Richter in der Kammer für Familiensachen (Family Division) an dem für England und Wales zuständigen  High Court of Justice und bekleidete dieses Richteramt bis 1973. Währenddessen wurde er 1965 zugleich erster Vorsitzender der neu eingerichteten Law Commission, eine Kommission zur Reform des englischen und walisischen Rechts. Diese Kommission leitete er bis 1973 und es kam zur Umsetzung von 27 Vorschlägen der Kommission in geltendes Recht.
Im Laufe des Nordirlandkonflikts leitete Scarman, der ein ausgesprochener Verfechter der Menschenrechte war, eine Kommission zur Untersuchung der Unruhen in Nordirland vom 12. bis 17. August 1969.
Nach Beendigung der Richtertätigkeit am High Court of Justice erfolgte 1973 seine Berufung zum Richter (Lord Justice of Appeal) am Court of Appeal, dem für England und Wales zuständigen Appellationsgericht, an dem er bis 1977 tätig war. Daneben wurde er 1977 auch zum Privy Councillor ernannt. 
Zuletzt wurde Scarman durch ein Letters Patent vom 30. September 1977 aufgrund des Appellate Jurisdiction Act 1876 als Life Peer mit dem Titel Baron Scarman, of Quatt in the County of Salop, zum Mitglied des House of Lords in den Adelsstand berufen und wirkte bis zu seinem Rücktritt am 12. Januar 1986 als Lordrichter (Lord of Appeal in Ordinary). Zugleich fungierte er als Nachfolger von Cyril Radcliffe von 1977 bis zu seiner Ablösung durch Shridath Ramphal 1989 auch als Kanzler der University of Warwick.
In den 1980er Jahren engagierte er sich zusammen mit Patrick Devlin, Baron Devlin, der ebenfalls Richter am High Court of Justice, Lord of Appeal sowie Lord of Appeal in Ordinary war, in Kampagnen, die eine prozessuale Neuaufnahme der Gerichtsverfahren gegen die Birmingham Six, Guildford Four sowie die Maguire Seven.
Ferner leitete Baron Scarman eine Kommission zur Untersuchung der Rassen-Unruhen in Brixton am 11. April 1981 zwischen dem Metropolitan Police Service und Demonstranten, bei denen es zu mehr als 320 Verletzten kam. Der Abschlussbericht wurde nach ihm Scarman Report benannt.
1983 wurde er zum Mitglied der American Philosophical Society gewählt.

## Veröffentlichungen
- Pattern of Law Reform, 1967
- English Law: The New Dimension, 1974